# Autokephalie (Diözese)
Unter autokephalen Diözesen (autokephal für eigenständig; aus griechisch αὐτό~ für selbst~ und κεφαλή für Haupt) versteht man Diözesen, die keinem Metropolitansitz unterstehen.

## Entstehung
Bereits ab dem 5./6. Jahrhundert wurden bestimmte, durch ihre Bedeutung ausgezeichnete Bischofssitze mit dem Titel eines Erzbistums bezeichnet, ohne dass ihnen deshalb Suffraganbistümer unterstellt worden wären. Sie waren daher unmittelbar dem jeweiligen Patriarchat unterstellt, also im Verhältnis zu den benachbarten Metropolitansitz „autokephal“. Im Rang kamen sie nach den Metropolitansitzen, jedoch vor  Suffraganbistümern.

## Ostkirchen
Diese Verhältnisse änderten sich in der östlichen Christenheit, soweit sie unter islamische Herrschaft geriet, im Verlauf des Mittelalters durch den weitgehenden Verfall der früheren Metropolitanverbände, welche durch den allmählichen Wegfall der Suffragansitze infolge des Abnehmens des christlichen Bevölkerungsanteils zusammenbrachen. Im Effekt blieben daher in Kleinasien und dem Nahen Osten nur mehr Metropolien und ganz wenige – schon früher autokephale – Erzbistümer übrig, wogegen Suffraganbistümer fast vollständig verschwanden. Konsequenterweise wurde z. B. in der Orthodoxen Kirche Griechenlands der frühere Unterschied zwischen Metropoliten, Erzbischöfen und (Suffragan-)Bischöfen völlig aufgegeben und alle Bischöfe Griechenlands mit dem Titel „Metropolit“ bezeichnet, unter denen nur der Erzbischof von Athen als Kirchenoberhaupt einen Ehrenvorrang genoss.
Ähnliche Verhältnisse herrschen auch in verschiedenen altorientalischen Kirchen des Nahen Ostens, deren Diözesanbischöfe fast durchgehend als „Metropolit“ oder „Erzbischof“ tituliert werden und in denen einfache Bischöfe nur mehr in Sonderfällen, beispielsweise bei Missionsdiözesen, vorkommen.

## Lateinische Kirche
In der lateinischen Kirche hielt sich die Organisation in Kirchenprovinzen bis zum heutigen Tage unverändert. Hier kam es jedoch ähnlich wie im Osten durch die Zusammenlegung von meist kleinen Suffragandiözesen mit ihrem Metropolitansitz des Öfteren zu autokephalen Erzbistümern. Als Beispiel ist das italienische Erzbistum Chieti zu nennen, welches mit seinem einzigen Suffragan Vasto zusammengelegt wurde. Manchmal wurden auch zuvor exemte Bistümer wegen der zunehmenden Bedeutung der Bischofsstadt später in den Rang von Erzbistümern erhoben wie in Barcelona oder Marseille. Manchmal geschah dies auch wegen ihrer historischen Bedeutung. Beispielsweise wurde das Bistum Udine, eine der beiden Nachfolgediözesen des aufgelösten Patriarchats von Aquileja zum Erzbistum erhoben, obwohl es, anders als die andere Nachfolgediözese Görz, keine Suffragane hatte.
Solche autokephalen Erzbistümer wurden früher, wie auch „einfache“ exemte Bistümer, theoretisch als zur Kirchenprovinz von Rom gehörig angesehen und nahmen als solche auch an Römischen Provinzialsynoden teil. Sie waren jedoch verpflichtet, sich zu Visitationszwecken einer benachbarten Kirchenprovinz anzuschließen. Seit den 1980er Jahren werden solche Erzdiözesen allerdings zunehmend auch förmlich einer Kirchenprovinz angeschlossen, sodass nunmehr bereits eine Reihe von Erzbistümern, welche früher autokephal bzw. sogar selbst Metropolitansitz waren, einem anderen Erzbistum als Suffragan – wenn auch unter Beibehaltung ihres Erzbischofstitels – unterstellt sind.